# Paolo Di Sarno
Paolo Di Sarno (Ivrea, 1º giugno 1968) è un allenatore di calcio ed ex calciatore italiano, di ruolo portiere.

## Carriera
Ha disputato 30 partite in Serie A con la maglia dell'Udinese nella stagione 1992-1993, in cui i friulani si piazzarono al quattordicesimo posto.
Ha giocato anche 101 incontri in Serie B con le maglie di Lucchese, Brescia e Treviso.

## Palmarès

### Club

#### Competizioni nazionali
- Serie C1: 1

Ternana: 1991-1992